# اولد فیگ گاردن (کالیفرنیا)
اولد فیگ گاردن (به انگلیسی: Old Fig Garden) یک منطقهٔ مسکونی در ایالات متحده آمریکا است که در شهرستان فرسنو، کالیفرنیا واقع شده‌است. اولد فیگ گاردن ۴٫۲۷۹ کیلومتر مربع مساحت و ۵٬۳۶۵ نفر جمعیت دارد و ۹۵ متر بالاتر از سطح دریا واقع شده‌است.